# Ropusza

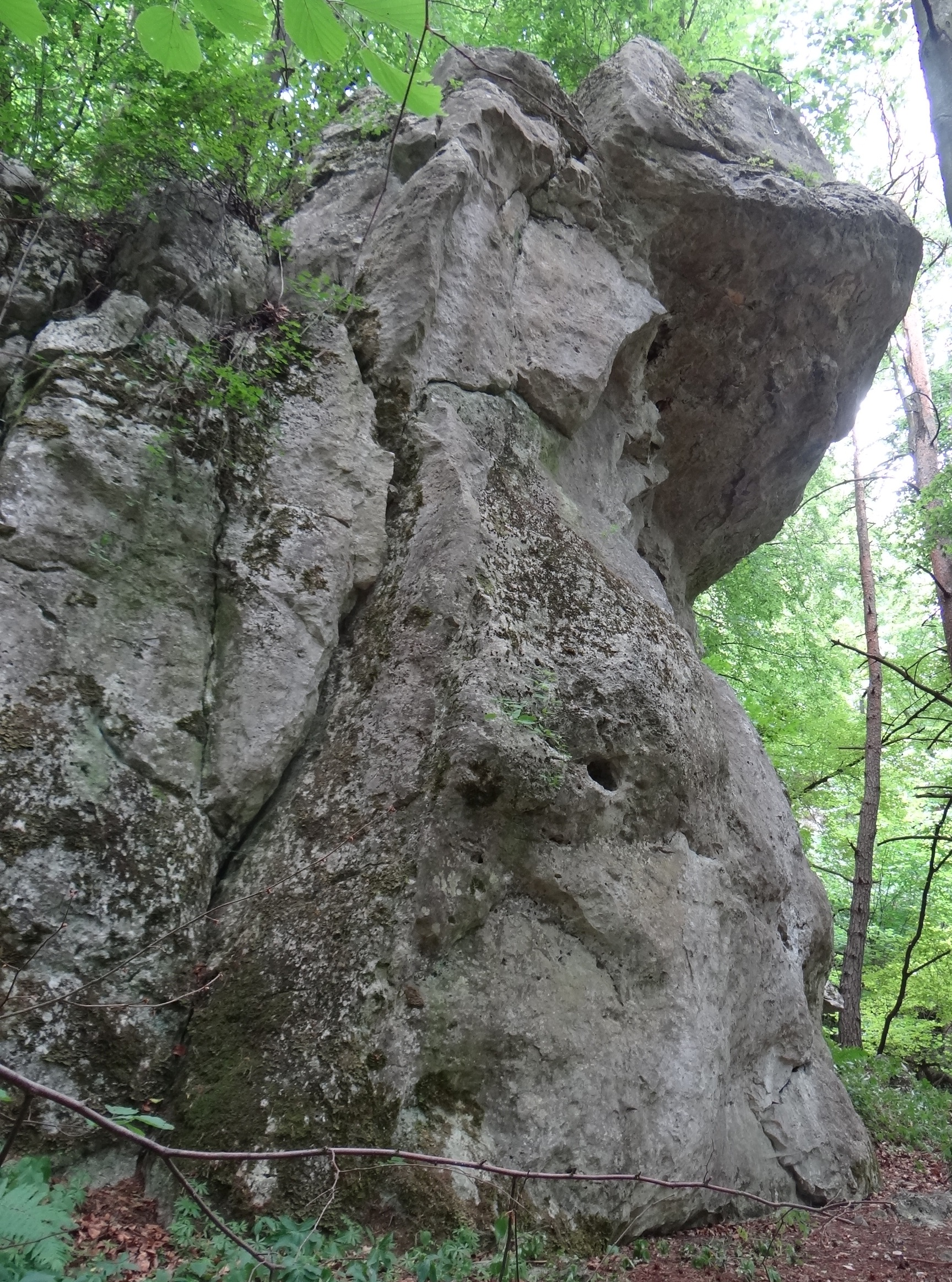

Ropusza – skała na grzbiecie wzgórza Łężec na Wyżynie Częstochowskiej. Znajduje się w miejscowości Morsko w województwie śląskim, w powiecie zawierciańskim, w gminie Włodowice, w pasie skał ciągnących się grzbietem tego wzgórza od Zamku w Morsku na północny wschód. Skały na Łężcu stosunkowo niedawno stały się obiektem wspinaczki skalnej i rejon ten daleki jest jeszcze do wyeksploatowania przez wspinaczy. Ciągle tworzone są na nich nowe drogi wspinaczkowe. Przez wspinaczy skalnych zaliczane są do grupy Skał Morskich.
Ropusza to odosobniona, zbudowana ze skalistego wapienia skała z wielkim okapem znajdująca się w lesie pomiędzy skałami Słupkowa i Łężec Drugi. Jest obiektem wspinaczki skalnej. Do 2016 roku na jej ścianach wspinacze poprowadzili 3 drogi wspinaczkowe o trudności od V+ do VI.5 w skali krakowskiej. Drogi nr 2 i 3 mają zamontowane stałe punkty asekuracyjne: ringi (r) i stanowiska zjazdowe (st), na drodze nr 1 wspinaczka częściowo tradowa (trad). Drogi mają długość  12–17 m.

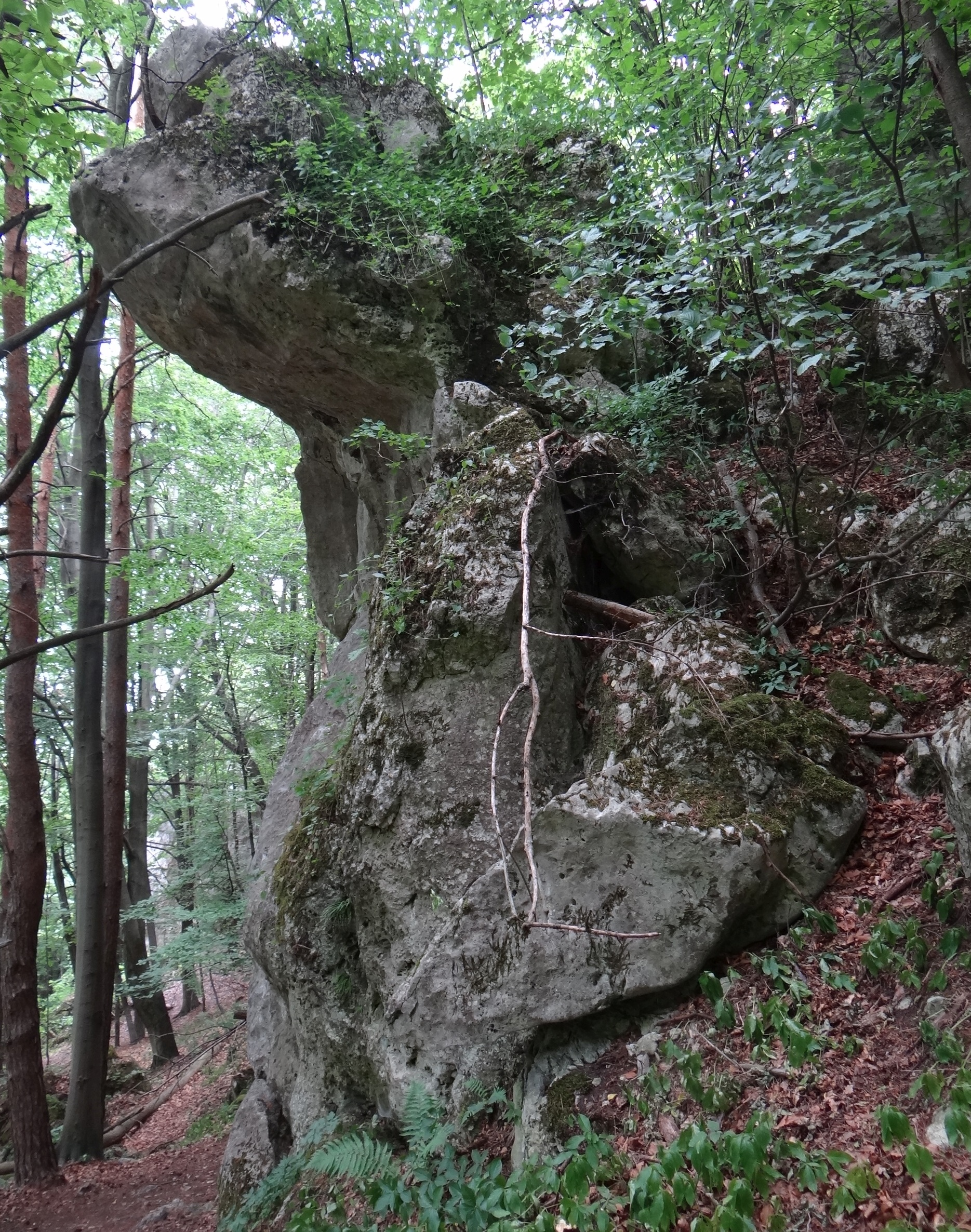

## Drogi wspinaczkowe
1. bez nazwy V+ (2r+trad+st),
2. Anakonda VI.3 (3r+st)
3. Bruno&Toni VI.5 (4r+st)